# Assis (Itália)
Assis (em italiano: Assisi; anteriormente Asisium, em latim) é uma cidade (e comuna italiana) e sé episcopal no flanco ocidental do Monte Subasio, na região da Umbria, província de Perugia, com cerca de 24.443 habitantes. Estende-se por uma área de 186 km², tendo uma densidade populacional de 131 hab/km². Faz fronteira com Bastia Umbra, Bettona, Cannara, Nocera Umbra, Perugia, Spello, Valfabbrica, Valtopina.
É famosa por ter sido o local de nascimento de São Francisco de Assis (Francesco Bernadone), que lá fundou a Ordem dos Franciscanos em 1208, e de Santa Clara de Assis (Chiara d'Offreducci), fundadora da Ordem das Clarissas.

## História
Era conhecida como Asisium durante o período romano.

## Monumentos
A Basílica de São Francisco de Assis é um edifício classificado pela UNESCO como Património Mundial. O mosteiro franciscano e a basílica inferior e superior de São Francisco começaram a ser erigidos logo a seguir à sua canonização em 1228, tendo ficado completos em 1253. A basílica inferior tem afrescos de Cimabue e a superior do seu discípulo Giotto que retratam cenas da vida do santo.

## Eventos
Em Outubro de 1986 e Janeiro de 2002 o Papa João Paulo II reuniu em Assis com líderes das grandes religiões do mundo para orações conjuntas pela paz.
No dia 26 de Setembro de 1997, Assis foi atingida por dois violentos sismos que causaram quatro mortes. A basílica foi seriamente danificada (parte do tecto ruiu, destruindo um fresco de Cimabue), e esteve fechada para restauro durante dois anos.

## Demografia
A cidade de Assis e zonas circundantes têm cerca de 25 600 habitantes numa área de cerca de 187 km²; a cidade propriamente dita, tem cerca de 5 500 residentes.
| Variação demográfica do município entre 1861 e 2011                               |
|                                                                                   |
| Fonte: Istituto Nazionale di Statistica (ISTAT) - Elaboração gráfica da Wikipedia |